# ماركيز سوليفان
ماركيز سوليفان (بالإنجليزية: Marques Sullivan)‏ هو لاعب كرة قدم أمريكية أمريكي، ولد في 2 فبراير 1978 في شيكاغو في الولايات المتحدة.

## وصلات خارجية
- ماركيز سوليفان على موقع مرجع كرة القدم المحترفة.كوم (الإنجليزية)